# Vladimir Aleksandrovič Rusanov
Vladimir Aleksandrovič Rusanov (in russo Владимир Александрович Русанов?; Orël, 3 o 15 novembre 1875 – Mare di Kara, ...) è stato un geologo ed esploratore russo dell'Artide.

## Biografia
Dopo aver terminato gli studi a Orël, Rusanov fu arrestato, nel 1897, per partecipazione a movimento rivoluzionario, e rilasciato, nel 1899, sotto sorveglianza della polizia segreta. Nel 1901 fu bandito per 2 anni a Ust'-Sysolsk (Syktyvkar) e nel 1903 emigrò in Francia (a Parigi) , dove si laureò in geologia all'Università di Parigi (nel 1907).
Negli anni 1909-1911 Rusanov intraprese delle esplorazioni nella Novaja Zemlja con l'aiuto di Tyko Vylka, che in seguito divenne il presidente della Novaja Zemlja sovietica. Nel 1912 Rusanov fu messo al comando di una spedizione governativa alle isole Svalbard per rilevare il potenziale carbonifero della regione. Salpò da Aleksandrovsk (ora Poljarnyj, presso Murmansk), il 26 giugno, sulla scuna Gerkules comandata dal capitano Aleksandr Kučin (reduce dalla spedizione al Polo sud con Amudsen). L'equipaggio constava di tredici uomini e una donna, la fidanzata francese di Rusanov, Julie Jean. Alla fine delle operazioni di rilevamento, tre membri della spedizione (un geologo, uno zoologo e il nostromo), ritornarono in Russia attraverso Grønfjorden in Norvegia.
Gli altri dieci, senza consultare le autorità a San Pietroburgo, partirono con Rusanov nel rischioso tentativo di raggiungere il Pacifico attraverso la rotta del Nord, ma il Gerkules era troppo piccolo per quel tipo di spedizione. L'ultima loro notizia fu un telegramma inviato dallo stretto di Matočkin nella Novaja Zemlja che arrivò a San Pietroburgo il 27 settembre del 1912. In esso, Rusanov disse che intendeva doppiare la punta settentrionale della Novaja Zemlja, dirigendosi a est attraverso il mare di Kara, ma non arrivarono ulteriori notizie dal Gerkules. Rusanov e tutto l'equipaggio, tra cui Aleksandr Kučin, scomparvero senza lasciare traccia nel mare di Kara, al largo della costa settentrionale della Siberia.

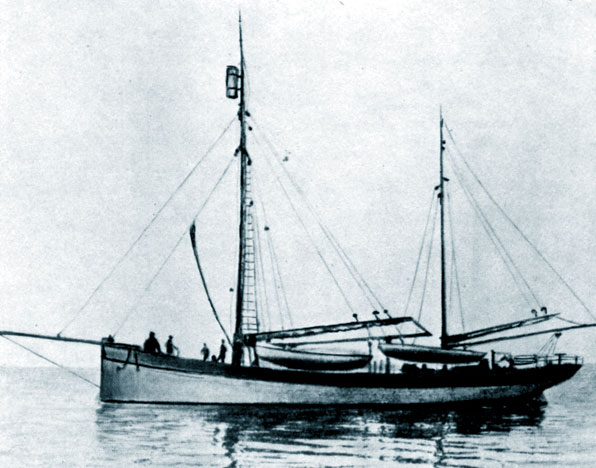
La scuna Gerkules di Rusanov

Nel 1914-1915 il compito quasi impossibile di cercare Rusanov (così come per la simile scomparsa del capitano Georgij Brusilov) fu affidato a Otto Sverdrup con la nave Eklips. I suoi sforzi, però, non ebbero successo. Nel 1937, una spedizione di rilevamento della rotta marittima del nord organizzato dall'Istituto di Ricerca Artico e Antartico dell'URSS (Арктический и антарктический научно-исследовательский институт - ААНИИ), rinvenne i resti della sfortunata spedizione di Rusanov sull'isola di Popov-Čukin (nella baia Medevež'ja dell'isola Kolosovych).

## Luoghi a lui dedicati
- La penisola Rusanova (полуостров Русанова), sull'isola Južnyj 70°37′09″N 56°37′44″E.
- Il golfo Rusanova, sull'isola Severnyj (74°59′13″N 60°32′54″E).
- Il ghiacciaio Rusanov sull'isola della Rivoluzione d'Ottobre (80°05′04″N 97°19′40″E).
- La nave rompighiaccio Vladimir Rusanov.
- Rusanov è stato doverosamente ricordato nella sua città natale, Orël, con un busto e una strada che porta il suo nome. In quella strada, al n. 43, c'è la casa dove ha trascorso l'infanzia e la giovinezza ora trasformata in museo[4].
- Nel 1967, a Pečora, gli è stato eretto un monumento[5] nella strada che porta il suo nome.
- Altre due strade a lui dedicate sono ad Arcangelo e a Murmansk.
- La capanna che Rusanov costruì alle Svalbard nel 1912 (Rusanovodden) è stata trasformata in un piccolo museo.